# ناحیه فورشتنفلد
ناحیه فورشتنفلد (به آلمانی: Fürstenfeld District) یک شهرستان‌های اتریش و شهرستان و تقسیمات کشوری سابق در اتریش است که در اشتایرمارک واقع شده‌است. ناحیه فورشتنفلد ۲۳٬۰۰۱ نفر جمعیت دارد.